# Robert Frederick Inger
Robert Frederick Inger (St. Louis (Missouri), 1920) é um herpetólogo norte-americano.

## Homenagens
- Ingerophrynus
- Ingerana
- Ameerega ingeri
- Limnonectes ingeri
- Ptychadena ingeri
- Philautus ingeri
- Strabomantis ingeri